# Henri Tasso
Henri Tasso, né le 10 octobre 1882 à Marseille (Bouches-du-Rhône) et mort à Allauch (Bouches-du-Rhône) le 12 février 1944, est un homme politique français, maire de Marseille de mai 1935 à mars 1939.

## Origine et formation
D'origine italienne (son père, Michel-Théodore, est né en 1850 à Salerne, près de Naples), il nait à Marseille au 111 de la Grand Rue. Sa mère, Dominique Eusébie Marie Montefrestini, meurt peu après quarante ans. Les trois enfants du couple sont alors élevés par leur tante.
Henri Tasso travaille très tôt dans la Société des Oléonaphtes, entreprise d'huiles minérales, dirigée par Eugène Baron, comme employé de commerce. Il acquiert très vite la confiance et l'amitié du fils de son patron, Charles.
Son frère ainé milite dans les rangs socialistes à l’époque de Siméon Flaissières et guide ses premiers pas. En 1898, Henri Tasso est ainsi l’un des fondateurs des Jeunesses Socialistes du 3e Canton. Ce jeune mouvement politique milite pour l'unification des différentes familles se réclamant du socialisme.
Le 19 juin 1908, Henri Tasso épouse Thérèse Gairaud (18 ans), fille d'un bouchonnier marseillais. Lors du mariage, le témoin de Henri Tasso est son nouveau patron, Charles Baron qui vient de succéder à son père. Il est alors comptable de la société. Six ans plus tard, Henri Tasso est devenu le Fondé de Pouvoir de la Société des Oléonaphtes.

### Débuts en politique (1910 - 1919)
Henri Tasso obtient son premier mandat électoral alors qu'il n'a pas encore vingt huit ans. En juillet 1910, il est élu conseiller d'arrondissement du 3e canton avec plus de 56 % des suffrages exprimés. Il se fait tant apprécier au sein du Conseil qu'il en devient le président l'année suivante, en 1911.
En fait, Henri Tasso est bien placé sur l'échiquier politique local. En 1914, il est en effet secrétaire de la 1re section SFIO (ligne Jaurès). Il est en très bon terme avec Fernand Bouisson, qui commence à dominer la Fédération socialiste des Bouches-du-Rhône.

### Première Guerre mondiale
Henri Tasso est mobilisé comme maréchal des logis dans l'artillerie lourde. Il se bat à Verdun. Il est promu sous-lieutenant. Il est cité trois fois à l'ordre de l'armée et décoré de la croix de guerre.
Cette attitude vaillante durant la guerre lui vaut le respect de ses adversaires, même les plus farouches. Ainsi, bien plus tard, lorsqu'il est violemment attaqué par une certaine presse extrémiste et ses amis, le Petit Marseillais lui-même prend sa défense, le comparant à Gambetta, vantant son patriotisme.

## Industriel
Après la guerre, Charles Baron lui cède son entreprise, rue Félix Pyat, le transformant ainsi en petit industriel établi à son compte. Sa principale activité industrielle est l'importation et le raffinage des huiles minérales et de graissage, des huiles lourdes pour les voitures et les navires. Son activité commerciale est débordante et il lance successivement les marques d'huiles "VIT'OIL" et "TASSOLUBE", cette dernière marque pour profiter de la confusion avec la célèbre "ESSOLUBE" de Exxon.
Ses adversaires politiques profiteront de sa position d'industriel pour dénoncer le "conflit d'intérêts" lorsqu'il sera nommé en 1936 sous-secrétaire d'État à la Marine marchande. En effet, il est à la fois fournisseur potentiel en tant qu'industriel et acheteur possible en tant que membre du gouvernement.

## Une ascension politique de 1919 à 1935

### Le conseiller général
Son ascension politique se poursuit avec une accélération après la Première Guerre mondiale. Le 30 novembre 1919, il est élu conseiller municipal sur la liste de gauche conduite par Siméon Flaissières.
Le 14 décembre 1919, il est élu conseiller général du 1er canton, canton qui restera désormais le fief exclusif de la SFIO.
Nommé vice-président du conseil général en 1921 et 1922, il fit voter sous sa houlette deux rapports importants pour le département avec l'adduction en eau de Fontaine-l'Évêque (projet ancien consistant à alimenter en eau la ville de Marseille) et des lois d'assistance publique.
Au même moment, dans la municipalité Flaissières, il est nommé 8e adjoint, délégué au canal de Marseille et aux tramways, où il a la collaboration de Auguste Joblin, lui-même traminot. L'étendue du chantier que trouve les deux hommes est énorme vue l'étendue de la ville. Il y a de graves problèmes de desserte en eau et en communication pour les banlieues. Ils font développer le système de machine élévatoire dont le nombre de concession passa de 40 000 à près de 60 000 entre 1920 et 1926. Au sujet des tramways dont la compagnie avait été mise sous séquestre durant la guerre, il dut remettre de l'ordre dans les services municipaux.
Henri Tasso abandonna assez rapidement le stade de la gestion des affaires locales pour envisager une carrière plus nationale. Lors de la vague de gauche des élections législatives de 1924 qui porta le cartel des gauches au pouvoir, il est élu député de la 1re circonscription, sur la liste cartel menée par Fernand Bouisson, liste à grande majorité SFIO.
En 1925, pour se mettre en conformité avec sa politique de non-cumul des mandats, il ne se représenta pas aux élections municipales et renonça à son siège de conseiller général qui revient alors automatiquement à son remplaçant, Frédéric Corbani. En 1928, il est réélu dans le 1er canton qui paraît taillé sur mesure pour lui, un canton où l'on trouve une immense majorité de couches populaires, de marins, de pécheurs, d'ouvriers, de petits commerçants et d'artisans, en fait l'électorat marseillais de la SFIO.
À cette date, Henri Tasso est déjà vice-président de la commission du commerce et de l'industrie ainsi que de celle de la marine marchande. Ces responsabilités lui attirent la sympathie d'une partie de la bourgeoisie marseillaise, principalement la frange des décideurs de la chambre de commerce.

### Les élections municipales de 1929
Les élections municipales de 1929 vont se révéler déterminantes pour la ville de Marseille. A posteriori, elles vont aussi se révéler dramatiques pour l'avenir de la cité phocéenne.
Siméon Flaissières, le maire sortant, est attaqué à la fois sur sa droite avec Emile Rastoin que soutient la grande bourgeoise marseillaise et sur sa gauche par Henri Tasso qui a regroupé autour de sa candidature beaucoup d'anciens conseillers municipaux. Pour espérer garder la mairie, Siméon Flaissières est obligé de s'allier avec le diable. Il conclut alors une alliance électorale avec Simon Sabiani, un homme dont il fallait tenir compte sur la scène politique marseillaise, un Sabiani alors socialiste-communiste, élu tout fraîchement député l'année précédente.
Simon Sabiani, qui a refusé peu de temps auparavant de s'allier avec la SFIO n'en demandait pas tant. Avec Flaissières, il sait qu'il aura toutes les cartes en main pour être le vrai patron de la mairie. Cette fois-ci, il ne va pas se faire prier. Selon Massalia, un journal marseillais pourtant de gauche, Henry Tasso lui-même aurait sollicité l'appui de Simon Sabiani dans le but inavoué de ramener celui-ci dans le giron de la SFIO mais, pour apporter son aide aux socialistes, celui-ci aurait demandé la radiation de Léon Bon, figure controversée de la SFIO et de ses partenaires, chose inacceptable pour le candidat socialiste.
Le suffrage universel tranche le débat d'une manière lapidaire. Battue et laminée, la SFIO est obligée de se désister en faveur de la liste Flaissières pour éviter à la liste Rastoin, de droite et bourgeoise de surcroît, de passer avec facilité. Au second tour, la liste Flaissières passera haut la main

## La conquête de la mairie
Le 26 mars 1931, Siméon Flaissières meurt. Des élections partielles sont organisées mais elles se déroulent dans une conjoncture si peu favorable aux socialistes que Henri Tasso, prudent, préféra laisser son lieutenant mener le combat. Il eut raison. Rémy Roux se fit battre par George Ribot qu'appuyait Simon Sabiani, premier adjoint et quasiment maître du pouvoir municipal.
Pour les élections municipales de 1935, Henri Tasso fait alliance avec les communistes et la SFIO, coalition qui préfigure le Front populaire. Tasso a aussi le soutien des frères Guérini, qui sont déjà des figures du milieu marseillais. La liste d'Henri Tasso bat la municipalité sortante de Ribot et Sabiani, dont Le Petit Provençal lui-même ménagea les candidats jusqu'au premier tour et les listes de droites.
Pour ces élections, la ville inaugure un nouveau mode de scrutin pour les municipales : La ville est divisée en cinq secteurs possédant chacune sa propre liste. Dans le 1er secteur (1er/3e/11e cantons tous représentés par des élus socialistes), la liste que conduit Henri Tasso est élue dès le premier tour avec 43 % des suffrages par rapport aux inscrits. Cette victoire fut fêtée le 8 mai par un immense cortège devant la mairie.
Au second tour, la majorité absolue va aux socialistes SFIO avec 24 sièges sur 36. Les 3e et 4e secteurs vont toutefois à la droite
Le dimanche 19 mai 1935, dans son discours inaugural, le nouveau maire Henri Tasso affirme que cette victoire est la victoire de la démocratie socialiste. Il proclame aussi que son souci premier est de réaliser un « programme ayant pour but unique la prospérité de Marseille ». Il évoque aussi les problèmes financiers que va rencontrer la nouvelle équipe municipale. Au balcon de la Mairie, devant cette foule de vingt mille personnes qui l'acclame, il promet « d'œuvrer pour le peuple et pour le prolétariat ». Une grande fête populaire est improvisée et le cortège de la population défile du Vieux-Port aux Mobiles. Jamais, à l'exception de l'élection de Siméon Flaissières en 1892, une élection municipale a provoqué une telle ferveur populaire.

## Action dans le gouvernement de Front populaire

### Les élections législatives de 1936
En 1936, devant la poussée du Parti communiste en France, et dans les Bouches-du-Rhône en particulier, Henri Tasso, dont le prestige est désormais très grand, est obligé de faire campagne pour aider ses camarades. Il est ainsi obligé d'intervenir personnellement au 2e tour en faveur de son ami et mentor Fernand Bouisson, mis lui-même en difficulté par le communiste Cristos.

### Ministre
Henri Tasso est nommé sous-secrétaire d'État à la Marine marchande dans le premier gouvernement Blum. Il conservera son portefeuille successivement sous le ministère Chautemps puis sous le second ministère Blum. Sa ligne directrice à la tête de la marine marchande est de préconiser la construction d'une flotte importante et moderne de cargos.
Mais ce n'est pas un poste de tout repos. Il doit tout d'abord faire face aux grèves de 1936 qui touchèrent durement les ports français, puis la guerre d'Espagne. Or, il lui fallait aussi gérer les tensions énormes qui était apparues à Marseille à la suite du déclenchement de cette guerre, la cité phocéenne étant la plaque tournante de l'aide aux républicains.

### Le conflit entre les dockers et l’armateur Jean Fraissinet
Le 6 juin 1936, un conflit éclate entre le syndicat des dockers et Jean Fraissinet. Six dockers travaillant sur les navires de Jean Fraissinet sont accusés par le syndicats des dockers d'appartenir aux Croix-de-Feu et d'être des briseurs de grève.
Le conflit est simple : le Syndicat demande leur renvoi. Jean Fraissinet veut les conserver. Le 16, après dix jours de conflit, Henri Tasso intervient en télégraphiant au ministre du Travail pour demander le déplacement des six dockers ailleurs qu'à la Joliette. Il veut éviter ainsi les affrontements. Mais Jean Fraissinet refuse cette intervention.
Il faudra que le Syndicat des dockers menace les ports français d'une grève générale pour que l'armateur cède. Tasso fut de nouveau obligé d'intervenir dans la grève des ouvriers boulangers.

## Le conflit municipal entre Raymond Vidal et Noel Carrega (SFIO contre CGT)
Le 16 juillet 1937, Raymond Vidal, premier adjoint, chargé des finances, en conflit avec Noël Carrega, secrétaire général du syndicat CGT des municipaux, démissionne. Raymond Vidal, effaré par les contraintes budgétaires de la mairie et par le nombre élevé des employés municipaux, propose de faire des économies chez ceux-ci. La CGT ne l'entend pas de cette oreille et Noël Carrega fait appel directement au maire pour régler le conflit. Désavoué, Raymond Vidal s'en va. Cette démission sera dévoilée au public de longues semaines plus tard.
Jean Canavelli le remplace mais il démissionne un an plus tard pour les mêmes raison en compagnie de Pierre Ferri-Pisani, adjoint à la Voirie.

## Élections cantonales de l’automne 1937
Henri Tasso, qui pourtant prônait le non-cumul des mandats, crée la surprise en annonçant qu'il se présente aux cantonales dans le 11e canton. En se présentant, Henri Tasso veut rassembler sur son nom une partie des voix modérées et faire barrage à l'élection d'un communiste. De plus, en rêvant au conseil général, il veut contrebalancer l'influence de Léon Bon, président inamovible de ce conseil, avec lequel il s'entend guère. Ce poste lui permet aussi de trouver le tremplin qu'il cherche pour être élu au Sénat en 1938.
Au premier tour, lors du dépouillement, de violents incidents éclatent retardant l'annonce des résultats. Henri Tasso fut mis en ballotage Il fut toutefois élu au second tour.

## Les sénatoriales de l’automne 1938
Henri Tasso s'appuie sur sa présidence de l'amicale des maires des Bouches-du-Rhône pour se faire élire sénateur. Le radical Schrameck, ancien préfet, ancien gouverneur général est réélu ainsi que le socialiste Léon Bon. Vincent Delpuech, candidat indépendant, directeur du Petit Provençal arrive en tête des suffrages et est élu. Le sénateur socialiste indépendant, Pujes qui, en 1929, avait profité de l'éviction de Flaissière est battu. Ce vote ressemble fort à un partage préétabli.

## Le conflit entre Jean Canavelli et Noël Carrega
Le 24 octobre 1938, au lendemain des sénatoriales, comme il l'avait prévu, Jean Canavelli, adjoint chargé des finances démissionne. Canavelli, pour tenter de rétablir les finances de la ville, avait proposé de faire des économies chez les municipaux. La réaction de la CGT de Noël Carrega pousse Henri Tasso à plus ou moins désavouer son adjoint aux Finances qui n'a plus d'autre choix que de démissionner. Pierre Ferri-Pisani, adjoint à la Voirie, ami de Canavelli, en opposition avec la politique clientéliste du maire démissionne lui aussi. Ces deux démissions seront annoncés seulement le 31 octobre 1938, et encore à cause des évènements du 28.

## 28 octobre 1938: l'incendie des Nouvelles Galeries
Il n'y a pas assez de place pour évoquer en détail le drame qui fit 73 morts. Selon Marseille-Matin du 29 octobre 1938, Édouard Daladier ne s'était guère entendu avec Henri Tasso au sein des gouvernements précédant le drame. C'est l'une des raisons pour lesquelles il se serait écrié : « Qui commande ici ? Il n'y a donc pas de chef, pas un homme pour diriger ? C'est lamentable ! ». Le jour même, ce quotidien réclame la démission de Tasso et même, le surlendemain, sa révocation immédiate.
La droite marseillaise ne manqua pas l'occasion d'exploiter à fond l'événement et de prendre sa revanche des frayeurs socialistes de 1936. Jusqu'alors divisée, ses deux quotidiens, le Petit Marseillais, de Gaillard-Bourrageas et Marseille Matin, de Jean Fraissinet, unirent leurs efforts dans une campagne contre Henri Tasso, l'adjoint au maire Toussaint Ambrosini et la municipalité socialiste.
Le 31 octobre 1938, à la demande de la minorité du conseil municipal, après une lettre du docteur Canebier, une réunion du conseil municipal ; privée, consultative et plénière se tint à l'hôtel de ville. Henri Tasso y énuméra les mesures prises pour la prévention et la lutte contre les incendies depuis 1935. Ces mesures étaient manifestement insuffisantes et Henri Tasso se défaussa sur l'État, selon lui responsable du manque de crédit dont souffrait la ville de Marseille. À partir de ce moment-là et jusqu'en avril 1939, ce fut une polémique ininterrompue, à coup de statistiques controversées.
Le corps des pompiers municipaux est dissout et remplacé par une unité militaire par le décret-loi du 23 juillet 1939. Ce décret constitue l'acte de naissance du bataillon de marins-pompiers de Marseille, un détachement de 32 marins pompiers de l'arsenal de Toulon, venu en renfort ayant été remarqué par son professionnalisme.

## Les obsèques des victimes
Aux obsèques des victimes, le 14 novembre 1938, seul Albert Sarraut prit la parole et fit le procès général du régime communal, affirmant que Marseille, comme toutes les métropoles, avait besoin d'hygiène physique et morale, de discipline, d'autorité. La minorité municipale démissionna ensuite en bloc, espérant provoquer ainsi une démission générale qui ne se produisit pas.
Le Petit Marseillais du 31 janvier 1939 considéra ce discours unique, en présence de Henri Tasso, comme un affront infligé à ce dernier, qui aurait dû, suivant ce journal, démissionner aussitôt. Aux attaques de la presses de droite, le Petit Provençal répondit, à partir de 21 novembre 1938, par une campagne de défense de Marseille contre la calomnie dont elle était victime, aussi bien sur le plan local que dans la presse parisienne.

## Élections municipales partielles de février 1939
Mais ce fut surtout pendant la campagne pour les élections municipales partielles des 5 et 12 février 1939 (dans les 3e et 4e secteur) que l'opposition se déchaîna, soit dans la presse (Marseille-Matin et Marseille-Libre de Simon Sabiani), soit dans les réunions publiques. Attaques contre « une administration incohérente, la gabegie, l'incurie des marxistes » (Marseille-Matin du 1er février 1939), contre « les cramponnés de la mairie » (id du 2 février 39) ajoutant même : « Henri Tasso et Léon Blum ont mis à mal Marseille. Blum est parti mais Tasso est encore là ! ». Simon Sabiani, de son côté, dénonce le 22 janvier 1939, « le socialisme alimentaire et combinard », le déficit de 180 millions, « la fausse idéologie marxiste qui conduit la France à la ruine et à la guerre », « les socialistes fourriers du communisme ». Henri Tasso et le Petit Provençal soutinrent les listes socialistes, réfutant « les odieuses calomnies », dénonçant « l'exploitation des cadavres des Nouvelles-Galeries », « l'opération politique menée contre la démocratie républicaine » pour instaurer en France, à l'heure où les franquistes triomphent en Espagne, « les procédés et les mœurs » qui sont en honneur chez certains « États totalitaires », illustré à Marseille par les méthodes fascistes de Simon Sabiani. Comme toujours, la querelle locale se fondait dans les affrontements idéologiques entre « nationaux et marxistes » ou « démocratie socialiste et fascisme ». Mais il ne faut pas perdre de vue que les listes de droite ne pouvaient être que réélues — et ce fut le cas — dans les deux secteurs qui, en 1935, leur avaient déjà été favorables.

## La mise sous tutelle
Le conflit rebondit le mois suivant lorsque, par décret-loi du 20 mars 1939, Marseille fut mise sous tutelle et doté d'un administrateur extraordinaire.
Ce fut alors la gauche qui proposa, le 23 mars 1939, la démission collective des élus en signe de protestation contre l'envoi d'un Statthalter et la perte des libertés municipales, ce que, bien entendu, la droite refusa. Le Petit Provençal développa une chronique quotidienne intitulée « Marseille hors la loi ». Henri Tasso fit paraître le 21 avril 1939 une longue lettre ouverte adressée au président du Conseil datée du 18, critiquant à la fois la forme et le fond du décret, publié en terme péjoratif, au Journal officiel, à partir du rapport d'enquête effectué à Marseille par Louvel et Wuillaume, et qui n'avait pas été communiqué à l'Assemblée communale.
Suivait une réfutation point par point des accusations portées contre sa gestion municipale, reposant sur des détails mineurs démesurément grossis à des fins politiques. Il invoqua l'exceptionnelle étendue de la surface communale, la faiblesse des ressources financières, posant l'éternel problème de la répartition des charges entre l'État et la ville. Il aurait admis une réforme municipale dans le cadre de la loi de 1884 avec la collaboration des élus mais il ne pouvait admettre une brimade et des sanctions discriminatoires portant atteinte à la réputation et aux libertés de Marseille.

## Surleau, administrateur extraordinaire
Frédéric Surleau, directeur général adjoint de la SNCF, est nommé, en conseil des ministres, administrateur extraordinaire le 27 mars 1939, puis reçu officiellement au palais de l'Élysée par le président de la République Albert Lebrun, avant son entrée en fonction officielle le 22 avril 1939 date à laquelle il est reçu à l'hôtel de ville par Henri Tasso qui sera élu président du conseil municipal le 28 avril 1939 puis réélu le 6 février 1940. Mais Henri Tasso ne gouverne plus réellement Marseille car désormais tous les pouvoirs administratifs et même de police sont placés sous l'administration directe de Surleau, et ce par le décret-loi du 20 mars 1939. De plus, au sein même de son parti, il y a des conflits de personnes et de nombreux courants comme celui d'Henri Tasso, mais aussi celui de Léon Bon, de Raymond Vidal ou d'Albert Lucchini.

## Fin de vie
Le 10 juillet 1940, Henri Tasso vote  en faveur du projet de loi constitutionnelle attribuant les pleins pouvoirs à Pétain.
Henri Tasso meurt le 12 février 1944 dans sa villa d'Allauch.

## Décorations
- Croix de guerre 1914–1918
- Commandeur de l'ordre du Mérite maritime, de droit en tant que ministre de la Marine marchande[2].